# Lassiter-Küste
Koordinaten: 74° S, 62° W
Die Lassiter-Küste ist ein Küstenabschnitt im Osten der Antarktischen Halbinsel, der zwischen dem Kap Mackintosh und dem Kap Adams ganz im Süden des östlichen Palmerlands am Weddell-Meer liegt. Im Norden schließt sich die Black-Küste an, und im Süden die bereits zum Ellsworthland gerechnete Orville-Küste.
Der nördliche Teil wurde bei der United States Antarctic Service Expedition (1939–1941) im Jahr 1940 entdeckt. Im Jahr 1947 fertigten Teilnehmer der Ronne Antarctic Research Expedition (1947–1948) Luftaufnahme von der gesamten Ausdehnung der Küste an und nahmen in Zusammenarbeit mit dem Falkland Islands Dependencies Survey Vermessungen des Gebiets vor. Der Expeditionsleiter Finn Ronne benannte die Küste nach Captain James Walter Lassiter (1920–1992) von den United States Army Air Forces, der als Chef-Pilot maßgeblichen Anteil am Lufterfassungsprogramm der Expedition hatte.